# Новий Біктяш
Новий Біктя́ш (рос. Новый Биктяш, башк. Яңы Бикташ) — село у складі Біжбуляцького району Башкортостану, Росія. Входить до складу Сухоріченської сільської ради.
Населення — 315 осіб (2010; 363 в 2002).
Національний склад:
- башкири — 66 %
- татари — 32 %